# Felsenmeer Hüttenberg
Als Besonderheit der Geologie des Pfälzerwaldes befindet sich auf dem Hüttenberg das Felsenmeer Hüttenberg. Es ist als flächenhaftes Naturdenkmal klassifiziert. Dabei handelt es sich um eine Felsenhalde aus Buntsandstein mit Verwitterungsformen, die als Gletschermühlen bezeichnet werden.

## Geographie
Das Felsenmeer erstreckt sich innerhalb der Haardt, die den Ostrand des Pfälzerwald bildet, im Nordwesten des Landkreises Südliche Weinstraße. Es befindet sich auf den Waldgemarkungen der beiden Ortsgemeinden Maikammer im Norden und Sankt Martin im Süden, jedoch weitab von deren Siedlungsgebiet.

## Beschaffenheit
Die Felsen des Blockfeldes bestehen aus Sandstein, der in der frühen Trias abgelagert wurde. Er wird vor allem der Karlstal-Felszone des Mittleren Buntsandsteins des Pfälzerwalds zugerechnet. Das Spektrum reicht von kleineren Blöcken bis zu etwa 10 m hohen Felsformationen. Entstanden sind diese Felsblöcke während der Kaltzeiten des Pleistozäns, wobei durch Frostsprengung die vorher einheitliche Felsschicht in einzelne Felstrümmer zerlegt wurde. Diese finden sich nicht nur auf dem Gipfelgrat, der etwa in Nord-Süd-Richtung verläuft und rund 700 m lang ist, sondern auch auf den Berghängen, weil während der kurzen Tauphasen in den Sommermonaten die dort befindlichen Schuttmassen, durchtränkt mit Schmelzwasser, in Bewegung gerieten, so dass die Gesteinsblöcke hangabwärts rutschten.

## Sonstiges
Das Felsenmeer gehört zum Klettergebiet Pfälzer Wald und wird von Sportkletterern gerne zum Bouldern genutzt. An seinem Südende steht auf 591,2 m Höhe die nicht bewirtschaftete Hüttenberghütte.